# خرزان
خرزان روستایی تاریخی و مرتفع واقع در منطقه کوهین استان قزوین است. در این روستا یک کاروانسرا مربوط به دوره قاجار قرار دارد که در تاریخ ۲۷ دی ۱۳۷۷ با شمارهٔ ثبت ۲۱۸۸ به‌عنوان یکی از آثار ملی ایران به ثبت رسیده‌است. خرزان  بنا به فرهنگ دهخدا به معنی اولین  روز بهار  است . یکی از وجوه تسمیه خرزان نیز برمی‌گردد به طبیعت آن و به معنای راه صعب العبور است که در روزگاران قدیم به علت قرار گیری این روستا در سلسله جبال البرز، دسترسی به آن در فصول سرد سال با مشکل همراه بوده است. 

## پیشینه روستا
در کتاب‌های تاریخی، شکل‌گیری و گسترش روستای خرزان به شکل کنونی را به دوره ریاست منوچهرخان گرجی (معتمدالدوله) بر منطقه گیلان نسبت می‌دهند. در آن زمان بود که این روستا به دلیل قرارگیری در کریدور تجاری شرق به غرب ایران و نیز جاده ابریشم، صاحب یک کاروانسرای بزرگ شد. این کاروانسرا بعدها نقش مهمی در موقعیت روستای خرزان در بین دیگر روستاها و شهرهای منطقه ایفا کرد. 

## زبان مردم روستا
روستای تاریخی خرزان متشکل از دو قوم ترک و لک است که ترک زبانان این روستا بعنوان ساکنان اصلی آن قلمداد می‌شوند و لک زبانان آن پس از کوچ اجباری در اوایل دوران قاجار (دوره آغا محمد خان قاجار) به هدف کنترل اقوام، در این روستا ساکن شدند.

## اقتصاد روستا
ساکنان روستای تاریخی خرزان از دیرباز دهقان و دامدار بوده‌اند که مراتع حاصلخیز آن باعث رونق کشاورزی در آن شده است. محصول اصلی این روستا گندم است و محصولات زراعی عدس، نخود و یونجه از دیگر محصولات کشاورزی آن بحساب می‌آیند. همچنین بعلت شرایط آب و هوایی ییلاقی آن اکثر میوه‌های سردسیری نظیر گردو، گیلاس، آلبالو و سیب از باغ های آن برداشت می‌شود.